# Dig Down
"Dig Down" é uma canção da banda inglesa de rock Muse. Foi produzida por Mike Elizondo e pela própria banda, sendo lançada como single em 18 de maio de 2017 e deverá estar no oitavo álbum do grupo, que ainda está em produção.

## Contexto
Muse começou a insinuar o lançamento de uma nova canção em maio de 2017, compartilhando fotos e clipes do vídeo nas redes sociais. "Dig Down" foi lançada, junto com o videoclipe, em 18 de maio de 2017, uma semana após sua divulgação.
Falando sobre a letra da canção, Matt Bellamy, vocalista e líder da banda, explicou: "Eu estava tentando neutralizar a atual negatividade no mundo e dar inspiração, otimismo e esperança para as pessoas lutarem pelas causas que elas acreditam – que como indivíduos nós podemos escolher mudar o mundo se nós quiséssemos". Michelle Geslani, da Consequence of Sound, descreveu a canção como "uma apresentação gaga, muito esparsa com dicas de glam rock".

## Videoclipe
O videoclipe para "Dig Down" foi lançado junto com a faixa em 18 de maio de 2017. Foi dirigido por Lance Drake e mostra a modelo e ativista Lauren Wasser, "que deve escapar de um prédio bem guardado". Escrevendo para a revista Rolling Stone, Elias Light definiu o clipe como "violento, cheio de kung-fu". Ele completou falando que "o personagem de Wasser, em menor número de 20 para 1, derrotando uma série de atacantes sombrios em combate mão-a-mão".
Explicando sobre a produção do vídeo, Drake afirmou: "quando eu ouvi a canção, eu sabia que eu queria fazer uma narrativa cheia de ação. Eu ouvi a respeito da Lauren mais ou menos um ano atrás, eu li a história dela e ela me deu inspiração pessoal para que eu sempre mantivesse ela em mente para filmarmos juntos um dia. O poder da canção faz me lembrar dela – então eu escrevi a narrativa baseada na história de Lauren e como ela superou as adversidades".

## Tabelas musicais
| Paradas (2017)                                 | Melhor posição |
| ---------------------------------------------- | -------------- |
| Bélgica (Ultratip Bubbling Under de Flandres)  | 13             |
| Bélgica (Ultratip Bubbling Under da Valônia)   | 13             |
| Espanha (PROMUSICAE)                           | 39             |
| Escócia (Scottish Singles Chart)               | 56             |
| Estados Unidos (Billboard Alternative Airplay) | 5              |
| Estados Unidos (Billboard Mainstream Rock)     | 29             |
| França (SNEP)                                  | 35             |
| Suíça (Schweizer Hitparade)                    | 47             |
| Reino Unido (UK Singles Downloads OCC)         | 52             |